# Schwartzkopffstraße
Die Schwartzkopffstraße ist eine Wohnstraße in der Oranienburger Vorstadt im Berliner Ortsteil Mitte. Sie ist eine östliche Querstraße zur Chausseestraße.

## Name
Die Straße wurde 1889 nach dem Unternehmer Louis Schwartzkopff (1825–1892) benannt, der von 1851 bis 1867 in der benachbarten Chausseestraße die Berliner Maschinenbau AG betrieb. Anders als die Namensgeber der benachbarten Pflugstraße und Wöhlertstraße, ebenfalls Schwerindustrielle, lebte Schwartzkopff zum Zeitpunkt der Benennung noch.

## Geschichte, Verlauf und Verkehrsbauten
Ursprünglich wurde am 12. März 1889 nur der Straßenabschnitt von der Chausseestraße bis zur Pflugstraße und der damaligen Heringsdorfer Straße benannt. Der Abschnitt von dieser Kreuzung bis zum Gelände des Stettiner Bahnhofs wurde am 12. Februar 1898 einbezogen. Ein kurzer, noch erkennbarer Abschnitt der Heringsdorfer Straße gehört jetzt zur Schwartzkopffstraße und dient als Zugang zur Hausnummer 7 mit ihrem seitlichen Eingang sowie als Durchfahrt in den hinteren Teil des Grundstücks Chausseestraße 40.
Am Ende der Schwartzkopffstraße befand sich der Eingang zum 1896 eröffneten Stettiner Tunnel, einem Fußgängertunnel zur Gartenstraße im Ortsteil Gesundbrunnen. Er ist nicht mehr zugänglich. Um eine Verbindung zur 2005 eröffneten Caroline-Michaelis-Straße zu schaffen, wurde die Schwartzkopffstraße um weitere 23 Meter nach Osten verlängert. Zur Verkehrsberuhigung ist die Durchfahrt für Kraftfahrzeuge gesperrt.
Von 1951 bis 2013 bildete die Schwartzkopffstraße mit der Pflug- und Wöhlertstraße die Wendeschleife mehrerer Straßenbahnlinien. Auf der Chausseestraße befindet sich der U-Bahnhof Schwartzkopffstraße der Linie U6.

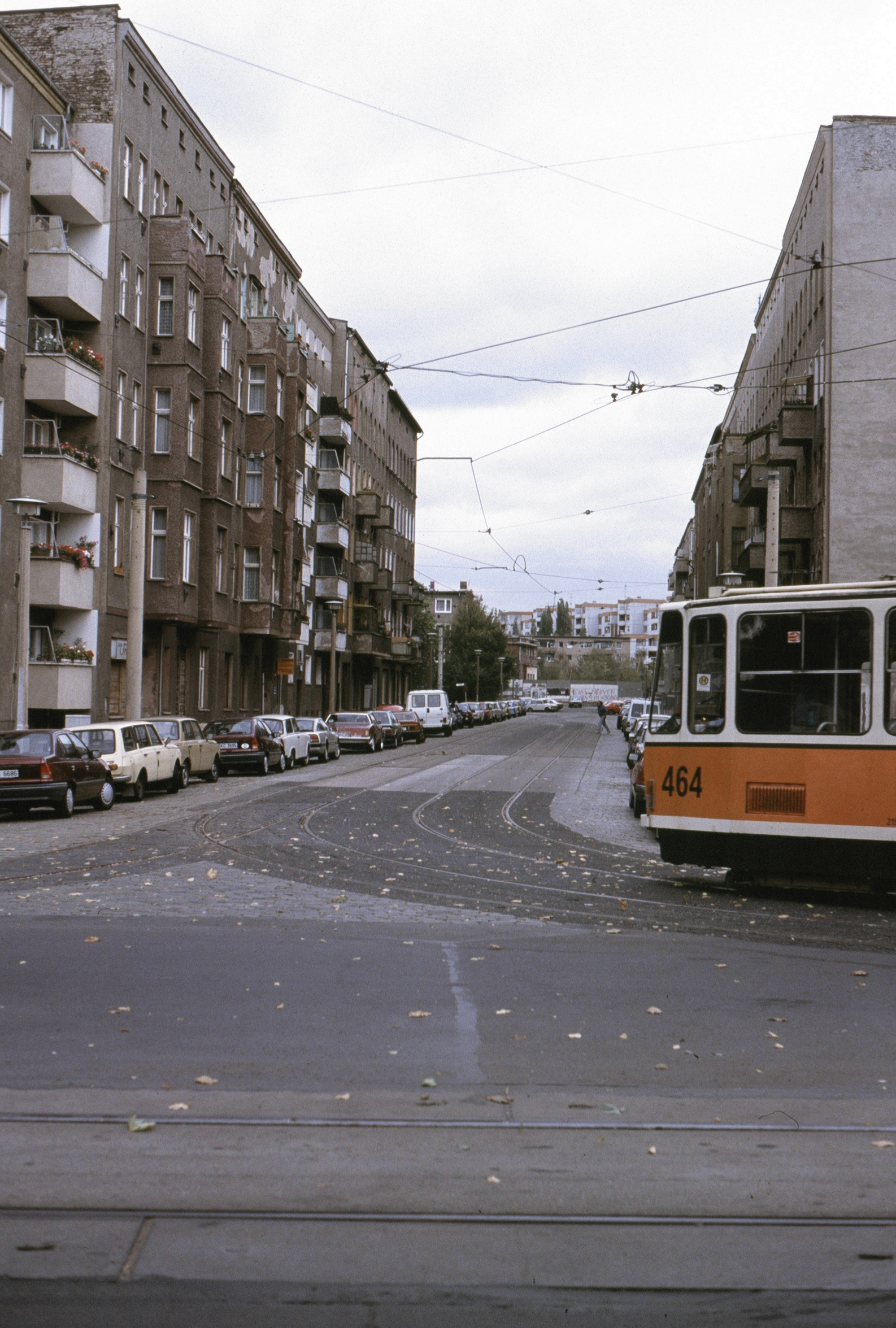
Blick von der Chaussee- zur Pflugstraße, mit abschließender Hinterlandmauer, 1991
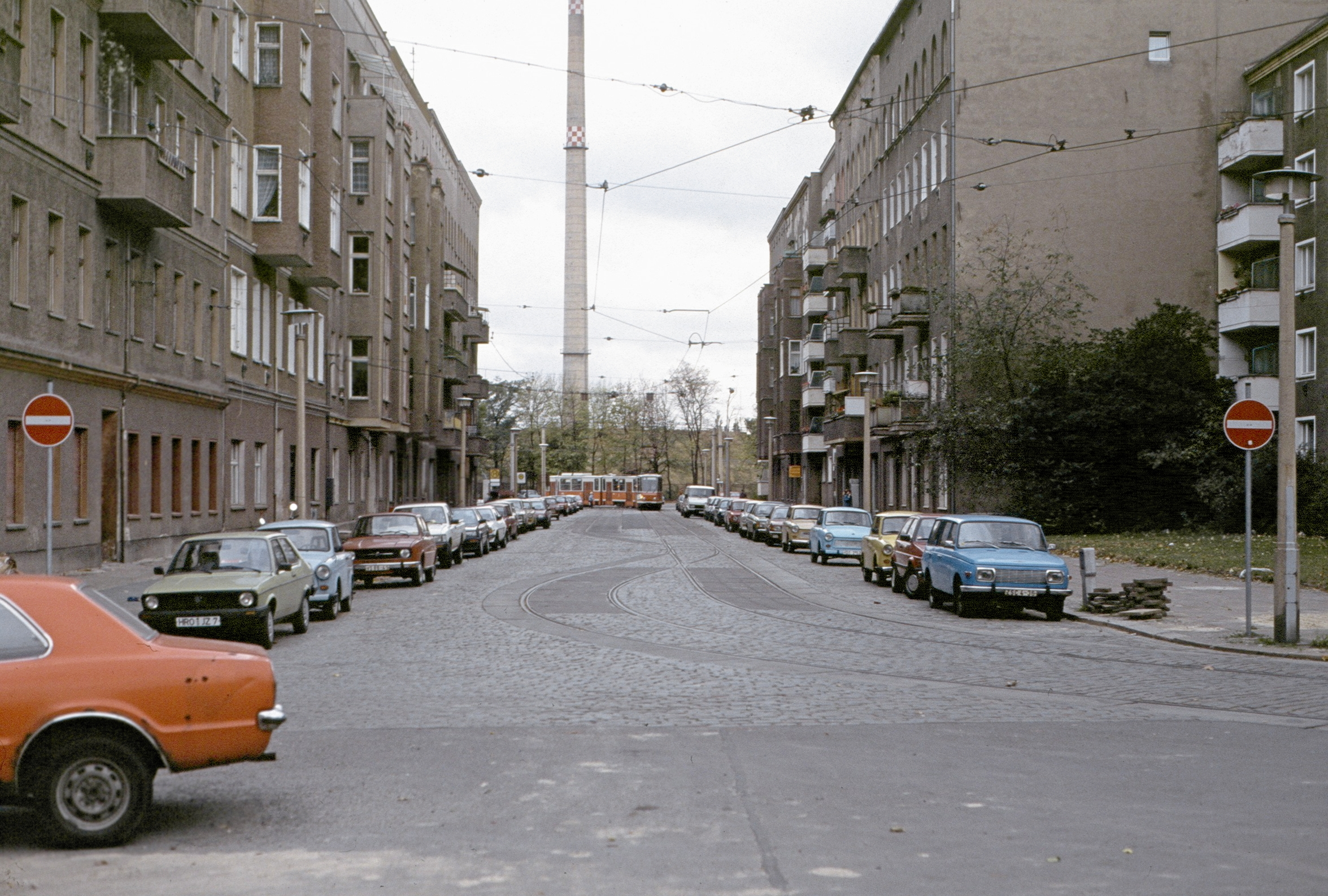
Blick von der Pflug- zur Chausseestraße, mit dem Kamin des Heizwerkes Scharnhorst, 1991
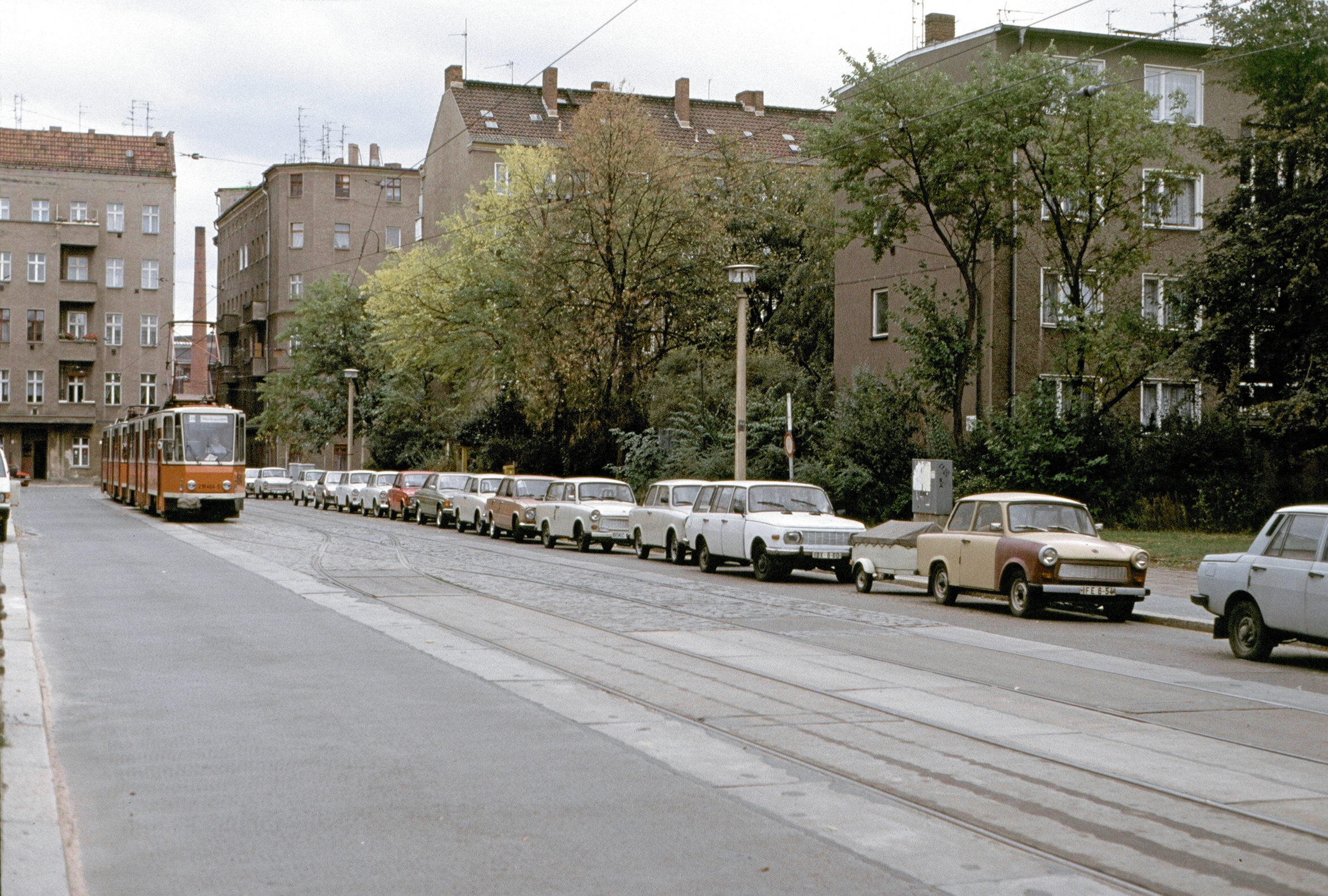
Blick aus der Pflug- auf die Schwartzkopffstraße, mit dem Rest der damaligen Heringsdorfer Straße (zum Kamin), 1991

## Gebäude
Schon 1891 waren die 16 Grundstücke bis zur Pflugstraße bebaut oder in Bau. Mit der Verlängerung von 1898 kamen vier weitere Grundstücke mit den Hausnummern 8–11 hinzu. Deswegen war eine Umnummerierung der Häuser 8–16 zu 12–20 erforderlich.
Im Zweiten Weltkrieg wurde mit den Hausnummern 1, 11–14 und 20 sowie der angrenzenden Pflugstraße 1 etwa ein Drittel der Gebäude zerstört und später bis auf Nr. 11 durch Neubauten ersetzt.
In Nr. 1 residierte der litauische Dichter August Paulukat, der in seinem dort ebenfalls ansässigen Vaya-Verlag 1914 seinen kriegslyrischen Band Eiserne Poesie veröffentlichte. Das Haus wurde im Zweiten Weltkrieg zerstört. Während der DDR-Zeit stand hier ein Flachbau, der von Industrieunternehmen genutzt wurde. 2015–2016 entstand das Wohnhaus Sapphire des Architekten Daniel Libeskind mit einer Fassade, die an die Struktur eines Edelsteins angelehnt ist. Ein Penthouse im Dachgeschoss, eine der luxuriösesten Wohnungen in Berlin, wurde 2019 für vier Millionen Euro zum Verkauf angeboten.
In Nr. 2 lebte der Student Otto Tauschwitz, der am Seminar für Orientalische Studien bereits ein Diplomzeugnis für die Dolmetscherlaufbahn in Marokko erworben hatte, als er 1916 in Frankreich fiel. Tauschwitz war Schüler des Arabisten Georg Kampffmeyer, der den Nachruf in der Fachzeitschrift Die Welt des Islams veröffentlichte.
In Nr. 4 lebte der Schriftsteller Karl Döring, der zwischen 1896 und 1902 Skizzen, Novellen und Romane über das Berliner Großstadtmilieu veröffentlichte.
Das Grundstück des kriegszerstörten Hauses Nr. 11 war baumbestanden und wurde 2020 beräumt. Die Hausnummer wird für ein Bürogebäude genutzt, das aus einem nebenan gelegenen ehemaligen Stellwerk entstanden ist. Zwischen diesen beiden Grundstücken beginnt ein Stück der Hinterlandmauer, die unter Denkmalschutz steht.
In Nr. 14 eröffnete 1932 ein „Brauner Laden“ zur Propagierung des Nationalsozialismus. Kurz darauf kam es im und vor dem Stettiner Tunnel zu einem Zusammenstoß zwischen etwa 50 Nationalsozialisten und Arbeitern aus den politisch von der KPD dominierten Häusern der Straße. Dabei sollen Schüsse gefallen sein. Auf einer Mieterratsversammlung bildete sich ein „Einheitsausschuss der Werktätigen in der Schwartzkopff-, Pflug- und Wöhlertstraße zum Kampf gegen den Hakenkreuzterror“, der auf Flugblättern das Schließen des „Braunen Ladens“ verlangte.